# Клибио (Бреша)
Клибио је насеље у Италији у округу Бреша, региону Ломбардија.
Према процени из 2011. у насељу је живело 104 становника. Насеље се налази на надморској висини од 282 м.